# Callilepis rajani
Callilepis rajani är en spindelart som beskrevs av Gajbe 1984. Callilepis rajani ingår i släktet Callilepis och familjen plattbuksspindlar. Inga underarter finns listade.